# La Corde au cou (film québécois, 1965)
Pour les articles homonymes, voir La Corde au cou.
Ne doit pas être confondu avec La Corde au cou (film français, 1965).
Pour plus de détails, voir Fiche technique et Distribution.
La Corde au cou est un film québécois de Pierre Patry sorti en 1965.

## Synopsis
Un jeune homme de 25 ans, tue une femme riche, et se retrouve traqué par la police.

## Fiche technique
- Réalisation : Pierre Patry
- Scénario : Pierre Patry d'après le roman de Claude Jasmin[2]
- Durée : 104 minutes
- Genre : Drame psychologique[3]
- Classement : interdit aux moins de 14 ans[4]
- Musique : François Cousineau
- Image : Jean Roy
- Date de sortie : 
  - Canada : 5 novembre 1965

## Distribution
- Guy Godin : Léo Longpré
- Andrée Lachapelle : Suzanne
- Jean Duceppe : Ubald
- Henri Norbert : Driftman
- Gabbi Sylvain : Annette
- Rolland D'Amour : Achille
- Denise Pelletier : Lucienne
- Tania Fédor : la religieuse
- Jacques Auger : l'acteur
- Gilbert Chénier : le chauffeur
- Andrée Boucher : Aline
- Richard Martin : l'étudiant faucheur
- Camille Ducharme : la bedeau de Ste-Monique
- Jean-Louis Paris : Rémy
- Guy L'Écuyer : Bozo
- Lucie Mitchell : la mère de Léo Longpré
- Mirielle Lachance : voix